# Якубовиці (Кендзежинсько-Козельський повіт)
Якубовиці (пол. Jakubowice, нім. Jakobsdorf) — село в Польщі, у гміні Павловички Кендзежинсько-Козельського повіту Опольського воєводства.
Населення — 147 осіб (2011).
У 1975-1998 роках село належало до Опольського воєводства.

## Демографія
Демографічна структура станом на 31 березня 2011 року:
|          | Загалом | Допрацездатний вік | Працездатний вік | Постпрацездатний вік |
| -------- | ------- | ------------------ | ---------------- | -------------------- |
| Чоловіки | 78      | 17                 | 38               | 23                   |
| Жінки    | 69      | 7                  | 32               | 30                   |
| Разом    | 147     | 24                 | 70               | 53                   |